# Tây Tạng (1912–1951)
Vương quốc Tây Tạng là một quốc gia tồn tại từ khi Nhà Thanh sụp đổ năm 1912, kéo dài cho đến khi bị Trung Quốc sáp nhập năm 1951.
Chế độ Ganden Phodrang tại Tây Tạng tồn tại dưới quyền cai trị của nhà Thanh cho đến năm 1912, khi Chính phủ Lâm thời Trung Hoa Dân Quốc thay thế nhà Thanh tại Trung Quốc, và ký kết một hiệp định với nhà Thanh để nước cộng hòa mới kế thừa toàn bộ lãnh thổ của tiền triều, trao cho Tây Tạng vị thế một "địa phương" có quyền tự trị cao như trước. Tuy nhiên, khi đó một số đại biểu của Tây Tạng ký kết hiệp định với Mông Cổ, tuyên bố công nhận lẫn nhau độc lập khỏi Trung Quốc, song Chính phủ Trung Hoa Dân Quốc không công nhận tính hợp pháp của hiệp định. 
Với quyền tự trị cao và "tuyên bố độc lập" của một số đại biểu Tây Tạng, Tây Tạng giai đoạn này thường được miêu tả là "vùng lãnh thổ độc lập thực tế", đặc biệt là từ một số người ủng hộ Tây Tạng độc lập, song hầu hết các quốc gia trên thế giới, cũng như Liên Hợp Quốc không công nhận Tây Tạng là quốc gia độc lập mà coi đó là một vùng lãnh thổ của Trung Hoa Dân Quốc.
Thời kỳ này kết thúc sau khi Trung Hoa Dân Quốc thất bại trong Nội chiến Trung Quốc trước Đảng Cộng sản, khi Quân Giải phóng Nhân dân Trung Quốc tiến vào Tây Tạng năm 1950 và Hiệp định 17 điểm được ký kết theo đó xác nhận chủ quyền của Trung Quốc tại Tây Tạng.

## Lịch sử
| Lịch sử Tây Tạng |
| --- |
| Cổ đạiThời kỳ đồ đá mới Tượng Hùng ~500 TCN–645                                                                                       |
| Thổ Phồn 618–842Thời kỳ phân liệt 842–1253 Guge 1088–1630                                                                             |
| Thời kỳ các giáo phái thống trịSakyapa 1253–1358 ∟ thuộc Nguyên 1271–1354 Phagmodrupa 1354–1618 Rinpungpa 1435–1565 Tsangpa 1565–1642 |
| Chính quyền Ganden Phodrang 1642–1959Hãn quốc Khoshut 1642–1717 Tây Tạng thuộc Thanh 1720–1912 Tây Tạng 1912–1951                     |
| Cộng hòa Nhân dân Trung Hoa 1951–nayKhu tự trị Tây Tạng 1965–nay                                                                      |
| Xem thêm Quân chủ • Niên biểu • Phật giáo Tây Tạng Chính phủ lưu vong Tây Tạng                                                        |
| x t s |

### Nhà Thanh sụp đổ (1911–12)
Tây Tạng nằm dưới quyền cai quản của nhà Thanh từ năm 1720. Sau Cách mạng Tân Hợi 1911, dân quân Tây Tạng phát động công kích bất ngờ vào doanh trại quân Thanh đóng tại Tây Tạng sau biến loạn tại Lhasa. Sau khi nhà Thanh sụp đổ năm 1912, các quan của nhà Thanh tại Lhasa buộc phải ký vào "Hiệp định Ba điểm" về đầu hàng và trục xuất quân Thanh khỏi miền trung Tây Tạng. Đầu năm 1912, Chính phủ Trung Hoa Dân Quốc thay thế nhà Thanh cai trị Trung Quốc, kế thừa toàn bộ lãnh thổ của tiền triều, gồm 22 tỉnh, Tây Tạng và Mông Cổ.
Sau khi thành lập chế độ mới, Tổng thống lâm thời Viên Thế Khải gửi một điện tín cho Đạt Lai Lạt Ma thứ 13, khôi phục các tước hiệu trước đó của ông ta. Đạt Lai Lạt Ma thứ 13 từ chối các tước hiệu này, trả lời rằng ông "dự định tiến hành thống trị cả thế tục và giáo hội tại Tây Tạng." Đạt Lai Lạt Ma thứ 13 trước đó đào thoát sang Ấn Độ khi nhà Thanh phái quân đi thiết lập quyền cai trị trực tiếp của triều đình tại Tây Tạng vào năm 1910, đến năm 1913 ông trở về Lhasa và ban một tuyên bố rằng quan hệ giữa hoàng đế Trung Hoa và Tây Tạng "là giữa người bảo trợ và giáo sĩ và không dựa trên sự lệ thuộc của một bên với bên kia." "Chúng tôi là một quốc gia nhỏ, tôn giáo, và độc lập,".
Tháng 1 năm 1913, Agvan Dorzhiev và ba đại biểu Tây Tạng khác ký kết một điều ước giữa Tây Tạng và Mông Cổ tại Urga, tuyên bố công nhận lẫn nhau độc lập khỏi Trung Quốc. Nhà ngoại giao Anh Bell viết rằng Đạt Lai Lạt Ma thứ 13 nói với ông rằng mình không ủy quyền cho Agvan Dorzhiev ký kết bất kỳ hiệp định nào nhân danh Tây Tạng. Do văn bản không được công bố, ban đầu có một số nghi ngờ về sự tồn tại của hiệp định, song văn bản tiếng Mông Cỏ được Viện hàn lâm Khoa học Mông Cổ công bố vào năm 1982.

### Điều ước Simla (1914)
Năm 1913-14, một hội nghị được tổ chức tại Simla giữa Anh, Tây Tạng và Trung Quốc. Người Anh đề xuất phân chia khu vực người Tây Tạng cư trú thành Ngoại Tạng và Nội Tạng (theo mô hình một hiệp định trước đó giữa Trung Quốc và Nga về Mông Cổ). Ngoại Tạng gần tương đương với Khu tự trị Tây Tạng hiện nay, được tự trị dưới quyền tôn chủ của Trung Quốc. Trong khu vực này, Trung Quốc sẽ kiềm chế "can thiệp trong cai trị". Tại Nội Tạng, gồm miền đông Kham và Amdo, Lhasa chỉ duy trì kiểm soát các sự vụ tôn giáo. Năm 1908-18, có một doanh trại Trung Quốc tại Kham và các lãnh chúa địa phương phục tùng người chỉ huy.
Đàm phán đổ vỡ do vấn đề ranh giới cụ thể giữa Ngoại Tạng và Nội Tạng, trưởng đàm đàm phán của Anh là Henry McMahon thảo ra thứ gọi là đường McMahon nhằm vạch biên giới Tạng-Ấn, đồng nghĩa với cho người Anh sáp nhập chín nghìn km² lãnh thổ truyền thống của Tây Tạng tại miền nam, tương ứng với cực tây bắc của bang Arunachal Pradesh thuộc Ấn Độ hiện nay, trong khi công nhận quyền tông chủ của Trung Quốc đối với Tây Tạng và xác định địa vị của Tây Tạng là bộ phận của lãnh thổ Trung Quốc, với cam kết từ Chính phủ Trung Quốc rằng Tây Tạng sẽ không bị chuyển thành một tỉnh.
Các chính phủ sau đó của Trung Quốc tuyên bố rằng đường McMahon chuyển giao bất hợp pháp lượng lớn lãnh thổ cho Ấn Độ. Lãnh thổ tranh chấp được Ấn Độ gọi là Arunachal Pradesh và Trung Quốc gọi là Tạng Nam. Người Anh ký kết hiệp định với các thủ lĩnh bộ lạc địa phương và lập Khu Biên giới Đông Bắc để cai trị khu vực vào năm 1912.
Hiệp định Simla được cả ba phái đoàn ký tắt, song ngay lập tức bị phía Bắc Kinh bác bỏ do bất mãn về ranh giới giữa Ngoại Tạng và Nội Tạng. McMahon và phái đoàn Tây Tạng sau đó ký kết một văn kiện với vị thế thỏa thuận song phương có ghi chú rằng bác bỏ bất kỳ quyền lợi nào của Trung Quốc theo quy định trừ khi họ ký kết. Chính phủ Ấn Độ thuộc Anh ban đầu bác bỏ thỏa thuận song phương của McMahon là không phù hợp với Công ước Anh-Nga 1907.
Đường McMahon được chính phủ Anh và sau là chính phủ Ấn Độ độc lập cho là biên giới; tuy nhiên quan điểm của Trung Quốc là họ không ký hiệp định nên nó vô giá trị, và việc Ấn Độ sáp nhập và kiểm soát Arunachal Pradesh là phi pháp.
Năm 1938, Người Anh cuối cùng cũng cho phát hành Hiệp định Simla với vị thế là một thỏa thuận song phương và yêu cầu rằng Tu viện Tawang nằm tại phía nam đường McMahon ngưng nộp thuế cho Lhasa. Tuy nhiên, Tây Tạng thay đổi lập trường về đường McMahon trong thập niên 1940. Đến cuối năm 1947, chính phủ Tây Tạng viết một công hàm gửi cho Bộ trưởng Ngoại vụ Ấn Độ đặt yêu sách về các huyện Tây Tạng nằm phía nam đường McMahon. Hơn nữa, bằng việc từ chối ký kết các văn kiện Simla, Chính phủ Trung Quốc thoát khỏi việc tuân theo bất kỳ công nhận nào về tính hợp pháp của đường McMahon.

### Sau khi Đạt Lai Lạt Ma thứ 13 từ trần năm 1933

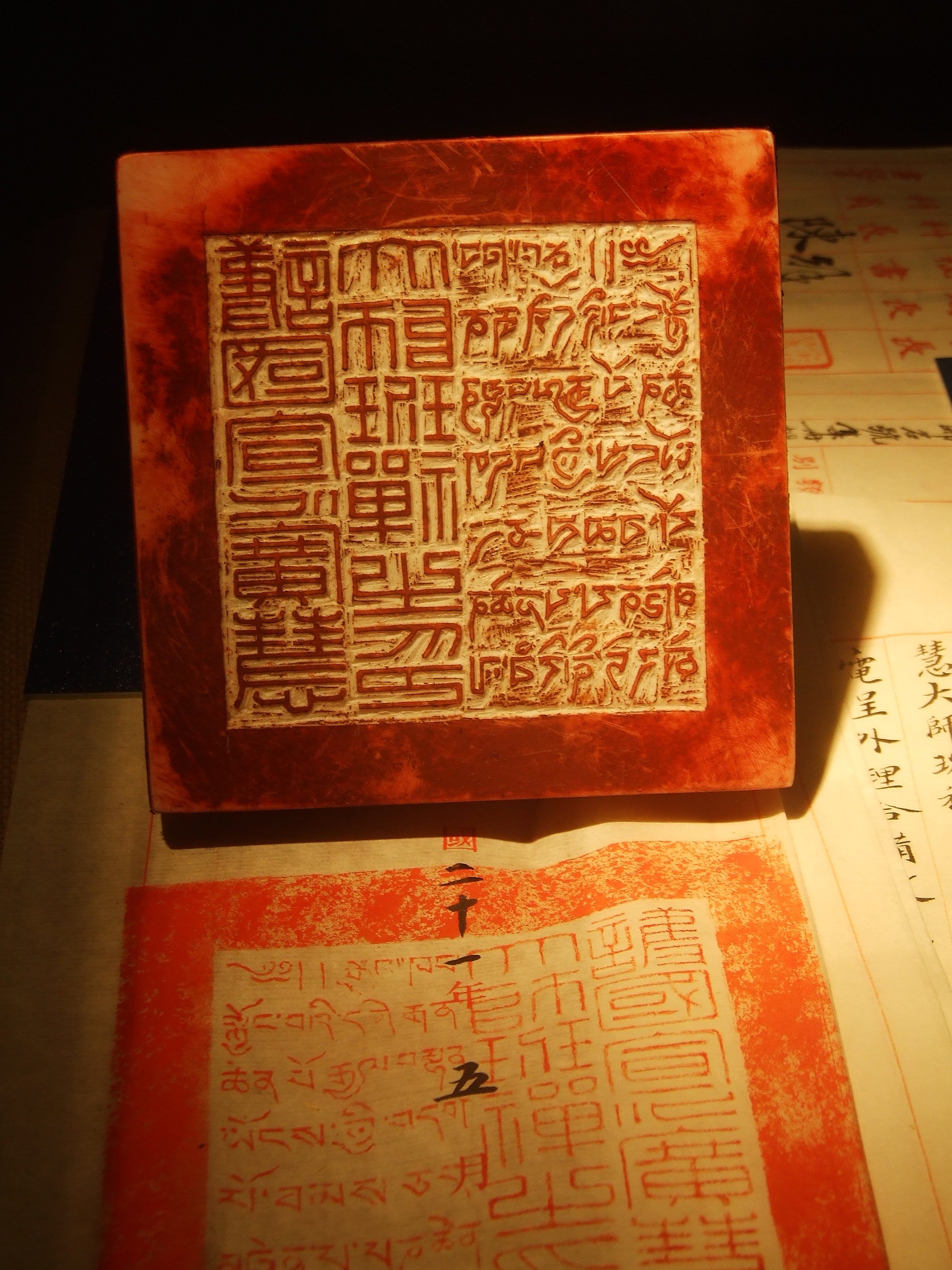
Ấn của Chính phủ Trung Quốc cấp cho Ban Thiền Lạt Ma, đọc là "Hộ quốc tuyên hóa quảng huệ đại sư Ban Thiền chi ấn 護國宣化廣慧大師班禪之印"

Từ khi trục xuất Amban khỏi Tây Tạng vào năm 1912, giao thiệp giữa Tây Tạng và Trung Quốc chỉ được tiến hành thông qua trung gian là người Anh. Giao thiệp trực tiếp khôi phục sau khi Đạt Lai Lạt Ma thứ 13 từ trần vào tháng 12 năm 1933, khi Trung Quốc phái một đoàn chia buồn đến Lhasa do tướng Hoàng Mộ Tùng đứng đầu.
Ngay sau khi Đạt Lai Lạt Ma thứ 13 từ trần, theo một số tường thuật, hội đồng Kashag tái xác nhận vị thế năm 1914 của họ mà theo đó Tây Tạng duy trì là bộ phận trên danh nghĩa của Trung Quốc, với điều kiện Tây Tạng quản lý sự vụ chính trị của mình. Trong tiểu luận Hidden Tibet: History of Independence and Occupation phát hành tại Dharamsala, S.L. Kuzmin trích dẫn một số người chỉ ra rằng chính phủ Tây Tạng khi đó không tuyên bố Tây Tạng là bộ phận của Trung Quốc, mặc dù Quốc Dân Đảng xây dựng một giả chủ quyền. Từ năm 1912, Tây Tạng độc lập thực tế khỏi quyền cai trị của Trung Quốc, song trong các dịp khác họ biểu thị sẵng sàng chấp thuận vị thế phụ thuộc là bộ phận của Trung Quốc, với điều kiện hệ thống nội vụ của Tây Tạng không thay đổi, và với điều kiện Trung Quốc từ bỏ kiểm soát đối với một số khu vực người Tạng quan trọng tại Kham và Amdo. Nhằm hỗ trợ cho tuyên bố rằng quyền cai trị của Trung Quốc đối với Tây Tạng không gián đoạn, Trung Quốc lập luận rằng các văn kiện chính thức cho thấy lưỡng viện Quốc hội Trung Quốc có các thành viên người Tạng, việc bổ nhiệm họ được duy trì liên tục.
Trung Quốc sau đó được cấp phép lập một văn phòng tại Lhasa, nhân viên đến từ Ủy ban Mông-Tạng và do Ngô Trung Tín đứng đầu, là giám đốc sự vụ Tây Tạng của ủy ban, các nguồn Trung Quốc tuyên bố đây là một cơ cấu hành chính—song người Tây Tạng tuyên bố rằng họ bác bỏ đề xuất của Trung Quốc rằng Tây Tạng phải là bộ phận của Trung Quốc, và ngược lại yêu cầu trao trả các lãnh thổ phía đông Drichu (sông Kim Sa). Đối phó trước việc Trung Quốc lập một văn phòng tại Lhasa, người Anh giành được cấp phép tương tự và lập văn phòng của họ tại đây.
Khởi nghĩa Khamba năm 1934 dưới quyền lãnh đạo của Pandastang Togbye và Pandatsang Rapga bùng phát chống chính phủ Tây Tạng trong giai đoạn này, gia tộc Pandatsang lãnh đạo tộc nhân Khamba chống quân đội Tây Tạng.

### Thập niên 1930 đến 1949

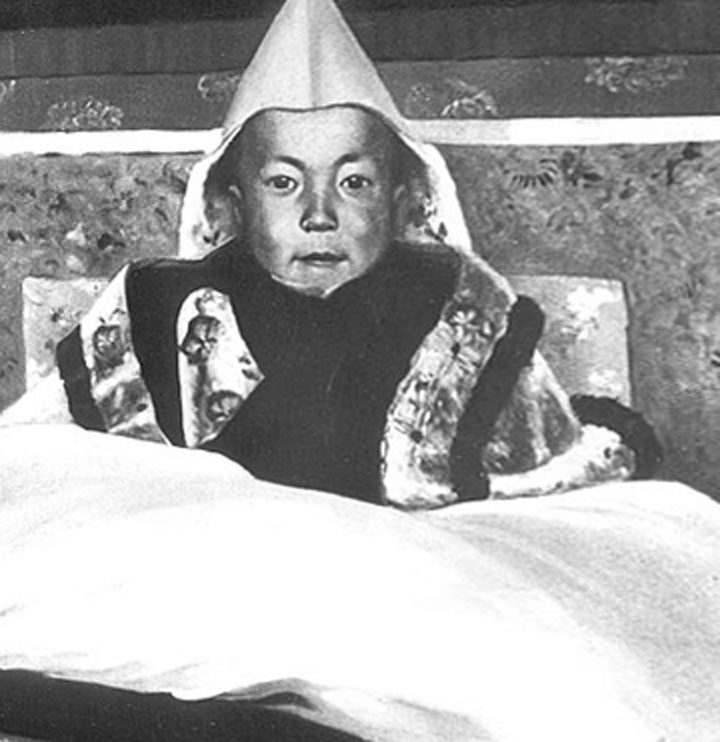
Đạt Lai Lạt Ma thứ 14 khi còn nhỏ.

Năm 1935, Đạt Lai Lạt Ma thứ 14 Tenzin Gyatso sinh tại Amdo thuộc miền đông Tây Tạng và được công nhận là hóa thân của Đạt Lai Lạt Ma thứ 13, song không sử dụng phương pháp "bình vàng rút thăm" của Trung Quốc. Sau khi Lhasa trả tiền chuộc, trái với ý nguyện của chính phủ Trung Quốc, quân phiệt người Hồi Mã Bộ Phương đang cai trị Thanh Hải cho phóng thích cậu bé để đến Lhasa vào năm 1939. Cậu sau đó được chính phủ Ganden Phodrang tôn lên ngôi tại cung điện Potala trong tết Tây Tạng. Trung Quốc tuyên bố rằng Chính phủ Quốc Dân Đảng phê chuẩn Đạt Lai Lạt Ma thứ 14 hiện nay, và rằng đại biểu của Quốc Dân Đảng là Tướng quân Ngô Trung Tín chủ trì buổi lễ; cả sắc lệnh phê chuẩn và phim tài liệu về buổi lễ vẫn còn nguyên. Theo Tsering Shakya, Ngô Trung Tín (cùng với các đại biểu ngoại quốc khác) hiện diện trong buổi lễ, song không có bằng chứng nào về việc ông chủ trì nó. Đại biểu của Anh là Basil Gould hiện diện tại buổi lễ chỉ trích Trung Quốc tuyên bố sai rằng họ chủ trì buổi lễ.
Năm 1942, Chính phủ Hoa Kỳ nói với chính phủ của Tưởng Giới Thạch rằng họ chưa từng tranh chấp yêu sách của Trung Quốc đối với Tây Tạng. Năm 1944, trong Chiến tranh thế giới thứ hai, hai nhà leo núi người Áo là Heinrich Harrer và Peter Aufschnaiter đi đến Lhasa, tại đây Harrer trở thành gia sư và bằng hữu của Đạt Lai Lạt Ma trẻ tuổi, trao cho ông kiến thức về văn hóa phương Tây và xã hội hiện đại.
Tây Tạng lập một văn phòng ngoại giao vào năm 1942, và đến năm 1946 họ phái các phái đoàn chúc mừng đến Trung Quốc và Ấn Độ (liên quan đến kết thúc Chiến tranh thế giới thứ hai). Phái đoàn đến Trung Quốc trao một thư cho Tưởng Giới Thạch nói rằng "Chúng tôi sẽ tiếp tục duy trì độc lập quốc gia của Tây Tạng do các Đạt Lai Lạt Ma truyền thế cai trị thông qua một quyền lực tôn giáo-chính trị đích thực." Phái đoàn chấp thuận tham gia một hội nghị lập pháp Trung Quốc tại Nam Kinh với vị thế quan sát viên.
Theo lệnh của chính phủ Quốc Dân đảng, Mã Bộ Phương cho sửa sân bay Ngọc Thụ vào năm 1942 nhằm ngăn chặn Tây Tạng độc lập. Tưởng Giới Thạch cũng lệnh cho Mã Bộ Phương đặt các binh sĩ Hồi giáo trong thế báo động trước một cuộc xâm chiếm của Tây Tạng vào năm 1942. Mã Bộ Phương tuân lệnh, và chuyển hàng nghìn binh sĩ đến biên giới với Tây Tạng.
Năm 1947, Tây Tạng cử một phái đoàn đến Hội nghị Quan hệ châu Á tại New Delhi, Ấn Độ, tại đây họ dùng tư cách quốc gia độc lập, và Ấn Độ công nhận Tây Tạng độc lập từ năm 1947 đến năm 1954. Đây có thể là lần đầu tiên quốc kỳ Tây Tạng xuất hiện tại một cuộc tụ họp công cộng.
Năm 1947-49, Lhasa cử một phái đoàn mậu dịch dưới quyền Bộ trưởng Tài chính Tsepon W. D. Shakabpa đi Ấn Độ, Trung Quốc, Hồng Kông, Hoa Kỳ và Anh. Các quốc gia chủ nhà thận trọng không thể hiện ủng hộ tuyên bố Tây Tạng độc lập khỏi Trung Quốc và không thảo luận vấn đề chính trị với phái đoàn. Các quan chức trong phái đoàn này nhập cảnh Trung Quốc từ Hồng Kông với hộ chiếu Tây Tạng mới được phát hành mà họ xin tại Lãnh sự quán Trung Quốc tại Ấn Độ và ở lại Trung Quốc trong ba tháng. Các quốc gia khác cho phép phái đoàn đi lại bằng hộ chiếu do chính phủ Tây Tạng phát hành. Hoa Kỳ không chính thức tiếp nhận phái đoàn mậu dịch. Phái đoàn họp với Thủ tướng Anh Clement Attlee tại Luân Đôn vào năm 1948.

### Sáp nhập vào Trung Quốc
Năm 1949, nhận thấy rằng Đảng Cộng sản giành quyền cai trị Trung Quốc, chính phủ Kashag trục xuất toàn bộ quan chức Trung Quốc khỏi Tây Tạng bất chấp kháng nghị từ cả Quốc dân Đảng và Đảng Cộng sản. Chính phủ cộng sản dưới quyền Mao Trạch Đông lên nắm quyền vào tháng 10 cùng năm và chỉ mất ít thời gian để khẳng định sự hiện diện mới của Trung Quốc tại Tây Tạng. Trong tháng 6 năm 1950, chính phủ Anh phát biểu tại Hạ viện rằng họ "luôn chuẩn bị công nhận quyền tôn chủ của Trung Quốc đối với Tây Tạng, song chỉ với điều kiện là Tây Tạng được xem như tự trị". Trong tháng 10 năm 1950, Quân Giải phóng Nhân dân Trung Quốc tiến vào khu vực Chamdo của Tây Tạng, đánh bại sức kháng cự rời rạc của quân đội Tây Tạng. Năm 1951, các đại biểu của nhà cầm quyền Tây Tạng, dưới quyền Ngapoi Ngawang Jigme với ủy quyền của Đạt Lai Lạt Ma, tiến hành đàm phán tại Bắc Kinh với chính phủ Trung Quốc. Kết quả là Hiệp định Mười bảy điểm theo đó khẳng định chủ quyền của Trung Quốc đối với Tây Tạng. Hiệp định này được phê chuẩn tại Lhasa vài tháng sau đó. Trung Quốc gọi toàn bộ quá trình là "giải phóng hòa bình Tây Tạng".

## Xã hội
Xã hội Tây Tạng truyền thống gồm cơ cấu giai cấp phong kiến, chế độ nông nô và nô lệ, điều này là một trong những nguyên nhân để Đảng Cộng sản Trung Quốc tuyên bố rằng họ đã "giải phóng" Tây Tạng và cải cách chính phủ tại đây. Giáo sư Tạng học và Phật giáo Donald S.Lopez nói rằng "Tây Tạng truyền thống có bất bình đẳng lớn giống như xã hội phức tạp bất kỳ, trong đó tầng lớp tinh hoa độc quyền quyền lực và họ gồm quý tộc nhỏ, giáo chủ các giáo phái.. và các tu viện Cách lỗ phái lớn." Các nhóm thể chế này duy trì đại quyền cho đến năm 1959.
Đạt Lai Lạt Ma thứ 13 tiến hành cải cách hệ thống nông nô từ xưa vào thập niên đầu của thế kỷ 20, và đến năm 1950, bản thân chế độ nô lệ hầu như không còn tồn tại trong miền trung Tây Tạng, song có lẽ vẫn còn tại một số khu vực biên giới nhất định. Chế độ nô lệ tồn tại ở những nơi như thung lũng Chumbi, dù các quan sát viên người Anh như Charles Bell cho là 'ôn hòa'. và người ăn xin (ragyabas) là đặc hữu. Hệ thống xã hội trước 1950 là khá phức tạp.
Bất động sản (shiga) được nhà nước cấp và được kế thừa, song có thể hủy bỏ. Do tài sản nông nghiệp gồm hai loại: đất của quý tộc hoặc tổ chức tu viện (đất chiếm hữu), và đất làng (đất tá điền và nông nô) do chính phủ trung ương nắm giữ song do quản trị viên khu vực quản lý. Đất chiếm hữu trung bình chiếm từ một nửa đến ba phần tư bất động sản. Đất nông nô thuộc bất động sản, song tá điền thường thi hành nộp sưu thuế hoa lợi truyền thế. Người Tạng bên ngoài hệ thống quý tộc và tu viện được phân loại là nông nô, song hai loại tồn tại và theo chức năng được so sánh với nông dân tá điền. Các nông nô nông nghiệp bị hạn chế làm việc trên khu đất mà họ có nghĩa vụ nộp sưu (ula) song họ có quyền sở hữu mảnh đất riêng của mình, sở hữu hàng hóa cá nhân, và tự do di chuyển đến xung quanh ngoài thời hạn cần thiết để lao dịch, và miễn nghĩa vụ thuế. Họ có thể tích lũy của cải và có khi trở thành người cho vay bất động sản của mình, và có thể kiện địa chủ: nông nô làng (tralpa) bị hạn chế trong làng của mình song chỉ vì mục đích sưu thuế, như nghĩa vụ vận chuyển đường bộ (ula), và chỉ có nghĩa vụ nộp thuế. Một nửa số nông nô làng là các nông nô thuê (mi-bog), nghĩa là họ đã mua được tự do. Địa chủ thi hành các quyền rộng nhằm gắn kết nông nô, và bỏ trốn hoặc đi tu là cách duy nhất để giải thoát.
Bất kỳ nông nô nào vắng mặt khỏi bất động sản của họ trong ba năm tự động được cấp thân phận thường dân (chi mi) hoặc tái phân loại là nông nô bởi chính phủ trung ương. Các địa chủ có thể chuyển dân của họ cho các địa chủ hoặc phú nông khác để lao động, mặc dù điều này không phổ biến tại Tây Tạng. Mặc dù cấu trúc cứng nhắc, hệ thống thể hiện tương đối linh động, khi nông dân tự do khỏi khế ước với địa chủ khi đã hoàn thành nghĩa vụ sưu tô của mình. Trong lịch sử, theo Warren W. Smith bất mãn lạm dụng hệ thống hiếm khi xuất hiện. Tây Tạng cách xa chế độ nhân tài, song Đạt Lai Lạt Ma được chọn là con trai của các nông hộ, do con của dân du mục có thể lên đến người đứng đầu của hệ thống tu viện và trở thành học giả và trụ trì.

## Ngoại giao
Trung Quốc bị chia cắt vào thời kỳ quân phiệt, và trong thời gian Đạt Lai Lạt Ma thứ 13 cai trị nổi bật là các xung đột biên giới với các quân phiệt người Hán và người Hồi. Đương thời, chính phủ Tây Tạng kiểm soát toàn bộ Ü-Tsang (Dbus-gtsang) và miến tây Kham (Khams), gần tương đương với biên giới của Khu tự trị Tây Tạng hiện nay. Miền đông Kham bên kia sông Kim Sa nằm dưới quyền kiểm soát của quân phiệt Lưu Văn Huy. Tình thế tại Amdo (Thanh Hải) càng phức tạp, khi khu vực Tây Ninh sau năm 1928 nằm dưới quyền quân phiệt người Hồi là Mã Bộ Phương và Mã gia quân, họ không ngừng nỗ lực để giành quyền kiểm soát phần còn lại của Amdo. Miền nam Kham cùng với các bộ phận khác của Vân Nam thuộc quân phiệt Điền hệ từ năm 1915 đến năm 1927, sau đó là của quân phiệt Long Vân cho đến gần cuối Nội chiến Trung Quốc, khi ông ta bị Đỗ Duật Minh loại bỏ theo lệnh của Tưởng Giới Thạch. Trong lãnh thổ do Trung Quốc cai quản, chiến tranh từng được tiến hành chống phiến quân Tây Tạng tại Thanh Hải.
Năm 1918, Lhasa giành lại quyền kiểm soát Chamdo và miền tây Kham. Một thỏa thuận đình chiến đặt biên giới tại sông Kim Sa. Đương thời, chính phủ Tây Tạng kiểm soát toàn bộ Ü-Tsang và Kham phía tây sông Kim Sa, gần tương ứng với Khu tự trị Tây Tạng hiện nay. Miền đông Kham do các lãnh chúa Tây Tạng địa phương cai quản, lòng trung thành của họ là khác nhau. Thanh Hải do quân phiệt người Hồi thân Quốc Dân Đảng là Mã Bộ Phương kiểm soát. Năm 1932, Tây Tạng xâm chiếm Thanh Hải, nỗ lực chiếm phần phía nam của tỉnh Thanh Hải, sau khi đụng độ tại một tu viện tại Ngọc Thụ. Quân đội Thanh Hải của Mã Bộ Phương đánh bại quân Tây Tạng.
Năm 1932, quân đội Thanh Hải Hồi giáo và quân đội Tứ Xuyên của người Hán do Mã Bộ Phương và Lưu Văn Huy đứng đầu đánh bại quân đội Tây Tạng khi Đạt Lai Lạt Ma thứ 13 nỗ lực đoạt lấy lãnh thổ tại Thanh Hải và Tây Khang. Họ cảnh báo người Tây Tạng không được vượt qua sông Kim Sa một lần nữa. Một thỏa thuận đình chiến được ký kết, kết thúc giao tranh. Đạt Lai Lạt Ma đánh điện cho người Anh tại Ấn Độ nhờ giúp đỡ khi quân đội của mình chiến bại, và bắt đầu giáng chức các tướng đầu hàng.
Năm 1936, sau khi Thịnh Thế Tài trục xuất 30.000 người Kazakh từ Tân Cương đến Thanh Hải, người Hồi dưới quyền Mã Bộ Phương thảm sát đồng đạo Kazakh của họ, cho đến khi chỉ còn lại 135 người. Từ miền bắc Tây Cương, có trên 7.000 người Kazakh chạy đến cao nguyên Thanh-Tạng qua Cam Túc và tiến hành phá hoại, Mã Bộ Phương giải quyết bằng cách cho họ đến vùng đồng cỏ được chỉ định tại Thanh Hải, song người Hồi, Tạng và Kazakh trong khu vực tiếp tục xung đột với nhau.